# Choi In-hun
Pour les articles homonymes, voir Choi.
Dans ce nom coréen, le nom de famille, Choi, précède le nom personnel.
Choi In-hun (en hangeul : 최인훈), né le 13 avril 1936 à Hoeryong (Corée japonaise) et mort le 23 juillet 2018 à Goyang (Corée du Sud), est un écrivain sud-coréen. 

## Biographie
Choi In-hun naît à Hoeryong, une petite ville de la province nord de Hamgyong, alors en Corée japonaise et qui se situe aujourd'hui en Corée du Nord. Quand la Guerre de Corée éclate en 1950, la famille de Choi se réfugie en Corée du Sud à bord d'un bateau de l'armée américaine. En 1952, il est admis au département de droit de l'université nationale de Séoul. Cependant, il ne termine pas ses études et rejoint directement les rangs de l'armée. Il travaille en tant qu'interprète coréen-anglais pendant sept ans, jusqu'en 1963, puis, de 1977 à 2001, il est professeur de littérature à l'Institut des arts de Séoul.
Alors qu'il est encore dans l'armée, Choi In-hun amorce ses débuts littéraires. La plupart de ses récits se concentrent sur la souffrance des individus face au conflit identitaire découlant de la partition de la Corée. Il fera figure d'auteur à la fois prolifique et controversé. Son récit le plus célèbre, La Place (Gwangjang), publié en 1960 sur les cendres de la Révolution du 19 avril 1960, connaît un succès immédiat. Cette révolution ayant eu pour finalité de renverser le président Syngman Rhee, Choi s'avère l'un des premiers écrivains à revenir sur cet événement. À ce titre, il considéré comme un précurseur de la modernisation de la littérature coréenne. 
Il est récompensé à de nombreuses reprises, notamment le prix Dong-in (1966), le prix d'honneur dans la catégorie des arts décerné par le jury du prix JoongAng (1978), le prix Isan (1994) et le prix Park Kyung-ni (2011).

## Œuvre

### Recueils de nouvelles
- 총독의 소리 (littéralement : La voix du gouverneur) (1967)
- 최인훈 전집 (littéralement : Œuvres complètes de Choi In-Hun) (1976)
- 왕자와 탈 (littéralement : Le prince et le masque) (1980)
- 느릅나무가 있는 풍경 (littéralement : Le paysage avec un orme) (1981)
- 광장/회색인/웃음소리 (littéralement : La place/Homme ambigu/Rires) (1987)
- 광장/태풍 (littéralement : La place/Typhon) (1988)
- 웃음소리 (littéralement : Rires) (1987)
- 달과 소년병 (littéralement : La lune et le jeune soldat) (1989)
- 남들의 지붕 밑에서 (littéralement : Sous le toit des autres) (1992)

### Romans
- 광장 (1961) Publié en français sous le titre La Place, Arles, Actes Sud, coll. « Lettres coréennes » no 17, 1994  (ISBN 2-7427-0091-9)
- 서유기 (littéralement : Pérégrination vers l'Ouest) (1971)
- 하늘의 다리 (littéralement : Le pont dans le ciel) (1980)
- 화두 (littéralement : Propos) (1994)

### Théâtre
- 한스와 그레텔 (littéralement : Hans et Gretel) (1981)
- 옛날 옛적에 훠어이 훠이 (littéralement : il était une fois... Hwo-eo-i, hwo-eo-i) (1979)

### Anthologies traduites en français
- Quand le printemps arrive à la montagne et aux champs, Paris, Le Milieu du jour, coll. « L'anthologie du mode », 1992  (ISBN 2-86366-279-1)
- Théâtre, Paris, Librairie-Galerie Racine, coll. « CRIC » no 4, 2000  (ISBN 2-243-03976-1)
- Réflexions sur les masques, Paris, Librairie-Galerie Racine, coll. « CRIC », 2002  (ISBN 2-243-04039-5)
- Où et que serons-nous le jour de la rencontre ?, dans le recueil collectif intitulé Théâtre coréen contemporain, Paris, Imago, coll. « Scènes coréennes », 2006  (ISBN 2-84952-039-X)